# Sálvame (canción de Bibi Andersen)
«Sálvame» es el título de una canción interpretada inicialmente por la artista española Bibi Andersen.

## Descripción
Incluida en su álbum debut, titulado precisamente Bibi Andersen, y que se publicó en 1980. El tema fue grabado en la ciudad alemana de Múnich. Se presentó públicamente en el programa de Televisión española Aplauso.

## Versiones
Versionado por el grupo Nancys Rubias en 2004. En el videoclip también colaboró la intérprete original, que había cambiado su nombre artístico a Bibiana Fernández. Esta versión ha sido interpretada en directo junto a Olvido Gara.
Asimismo, entre 2009 y 2023, fue la sintonía del programa de televisión Sálvame, siendo interpretada por la propia Bibiana entre 2009 y 2013 y por la colaboradora Mila Ximénez entre 2013 y 2018. Entre 2018 y 2022, la sintonía pasó a ser interpretada por Guille Milkyway, volviendo a recuperar posteriormente la versión original.